# Ellen Dahlberg
Ellen Dahlberg, född Tradelius den 15 januari 1921 i Berlin, död den 4 februari 2019 i Stockholm, var en svensk fotograf. 
Hon växte upp i Berlin men kom till Sverige som 17-åring 1938. I Stockholm gick hon som elev hos fotografen Anna Riwkin åren 1939–1942 och riktade in sig på reportagefotografi. Under tjugo år reste Ellen Dahlberg sedan runt i världen, framför allt i Latinamerika och sålde bildreportage till svenska tidskrifter såsom Se, Folket i Bild, Frihet och Social-Demokraten. Bland annat skildrade hon svenskar som emigrerat till Brasilien och Argentina. Ellen Dahlberg är gravsatt i minneslunden på Djursholms begravningsplats.